# Backstreet Boys
Backstreet Boys (pogosto skrajšano BSB) so ameriška moška pevska pop skupina, ustanovljena v Orlandu, na Floridi leta 1993. Skupino sestavljajo AJ McLean, Howie D., Nick Carter, Kevin Richardson, in Brian Littrell.

## Uspehi
Do sedaj so prodali več kot 100 milijonov albumov in so trenutno najuspešnejši moški band v zgodovini.
Backstreet Boys so do danes dobili več kot 350 nagrad. Na lestvici Billboard Top 40 so imeli 13 hitov med njimi I’ll Never Break Your Heart, Everybody, Show Me The Meaning Of Being Lonely, I Want It That Way, Quit Playin’ Games With My Heart, . . .

## Člani
- AJ McLean (1993–danes)
- Howie D. (1993–danes)
- Nick Carter (1993–danes)
- Brian Littrell (1993–danes)
- Kevin Richardson (1993-danes)

## Albumi
- Backstreet Boys (1996)
- Backstreet's Back (1997)
- Millennium (1999)
- Black & Blue (2000)
- Never Gone (2005)
- Unbreakable (2007)
- This Is Us (2009)
- In a World Like This (2013)
- DNA (2019)

## Pesmi
- 1995: "We've Got It Goin' On
- 1996: "Get Down (You're The One For Me"
- 1997: "Anywhere For You"
- 1997: "Quit Playing Games (With My Heart"
- 1997: "As Long As You Love Me"
- 1997: "Everybody (Backstreet's Back"
- 1997: "I'll Never Break Your Heart"
- 1998: "All I Have To Give"
- 1999: "I Want It That Way"
- 1999: "Larger Than Life"
- 1999: "Show Me The Meaning Of Being Lonely"
- 2000: "The One"
- 2000: "Shape Of My Heart"
- 2001: "The Call"
- 2001: "More Than That"
- 2001: "Drowning"
- 2005: "Incomplete"
- 2005: "Just Want You To Know"
- 2005: "Crawling Back To You"
- 2006: "I Still..."
- 2007: "Inconsolable"
- 2007: "Helpless When She Smiles"
- 2008: "Everything But Mine"
- 2008: "Treat Me Right"
- 2009: "Straight Through My Heart"
- 2009: "Bigger"